# Pseudolella norvegica
Pseudolella norvegica is een rondwormensoort uit de familie van de Axonolaimidae. De wetenschappelijke naam van de soort is voor het eerst geldig gepubliceerd in 1947 door Allgén.